# Affaire des disparues de Pontcharra
L'affaire des disparues de Pontcharra est une affaire criminelle française. Elle concerne la disparition de trois jeunes femmes, entre 1981 et 1986, dans la seule ville de Pontcharra en Isère. Une seule affaire de meurtre a été résolue, celle de Marie-Thérèse Bonfanti, plus de 35 ans après les faits. 

## Chronologie
Trois jeunes femmes disparaissent entre 1981 et 1986, près de la gare de Pontcharra : 
- Liliane Chevènement, secrétaire de 41 ans, disparaît le 30 juillet 1981, lorsqu'elle effectue sa pause déjeuner. Elle est retrouvée morte, le 5 octobre 1981, étranglée avec un fil de fer plus de deux mois après sa disparition dans la ville de Pontcharra[1].
- Marie-Ange Billoud, 19 ans, disparaît le 9 mai 1985, alors qu'elle s'apprête à quitter Pontcharra pour se rendre à Chambéry en auto-stop[2]. Elle travaille alors comme tuciste à la Maison de la culture de Chambéry et s'y rend régulièrement en stop depuis son domicile de Pontcharra[3]
- Marie-Thérèse Bonfanti, 25 ans, disparaît le 22 mai 1986, alors qu'elle distribue des journaux dans la ville de Pontcharra[4]. En novembre 1987, l'affaire est classée sans suite et un non-lieu est prononcé en juin 1988[5].

## Enquête de gendarmerie
Yves Chatain est très vite considéré comme suspect dans les trois disparitions car il habite à quelques mètres de là où les trois jeunes femmes ont été aperçues pour la dernière fois. Âgé de 21 ans après la disparition de Marie-Thérèse Bonfanti, il est placé en garde à vue puis relâché 24 heures plus tard,. L'enquête de gendarmerie est au point mort quelques mois plus tard et toutes les disparitions sont classées sans suite. 

## Profil du suspect
Le profil d'Yves Chatain attire la curiosité des enquêteurs en raison de son passé violent : en 1979, alors qu'il avait 14 ans, il agresse sexuellement une femme qui circulait à vélo et la frappe quelques mois plus tard car elle témoigne contre lui. En avril 1985, il tente d'étrangler une automobiliste, expliquant qu'il a des pulsions et écope de huit mois de prison avec sursis,. 

## Enquête des familles
En décembre 1991, la maison d'Yves Chatain, que l'on aperçoit dans tous les reportages à la télévision comme dernier endroit où les trois jeunes femmes ont été aperçues est démolie à la demande du maire et avec l'accord du procureur. Les familles de Marie-Ange Billoud et Marie-Thérèse Bonfanti organisent sur place des manifestations demandant que des fouilles soient effectuées notamment dans le vide sanitaire. La mère de Marie-Ange Billoud décide alors de fouiller elle-même les décombres et affirme détenir des restes humains, des fragments de hanches et de tibias qu'elle demande à faire analyser par la gendarmerie. Malgré ces découvertes, aucune enquête n'est ouverte.
En janvier 1992, la mère de Marie-Ange Billoud écrit dans une lettre qu'elle placarde dans plusieurs endroits de Pontcharra qu'elle est persuadée que l'un de ses voisins, Yves Chatain, a tué sa fille, celle-ci ayant l'habitude de faire du stop devant sa maison mais ce dernier l'attaque en diffamation et gagne. Elle écope alors de quinze jours de prison en première instance, une peine réduite à une amende de 6 000 francs en appel.
Au début des années 2000, un ancien enquêteur de la Gendarmerie est sollicité par les familles des victimes et affirme que les trois disparitions sont liées à un tueur en série, sans toutefois apporter de preuves concrètes, en raison notamment de la proximité entre la maison d'Yves Chatain et le dernier endroit où ont été vues les jeunes femmes,,.

## Relances des enquêtes

### Réouverture de l'enquête sur la disparition de Marie-Thérèse Bonfanti et aveux
À la suite d'une demande de la famille, le procureur de la République de Grenoble annonce en mai 2020 la réouverture de l’enquête sur la disparition de Marie-Thérèse Bonfanti. En juin 2021, une information judiciaire contre X est ouverte pour « enlèvement et séquestration ». Yves Chatain, désormais âgé de 57 ans, est interrogé, en mai 2022, et avoue le meurtre de Marie-Thérèse Bonfanti. Il est incarcéré quelques jours plus tard,,. En novembre 2022, Yves Chatain demande sa remise en liberté, qui est refusée par la chambre de l'instruction de la Cour d'appel de Grenoble qui estime que le meurtre était non prescrit .  En janvier 2023, Yves Chatain saisit la Cour de cassation, qui annule, en novembre 2023, la décision de la Cour d’appel de Grenoble et estime que le meurtre est prescrit. Il est libéré, le 7 décembre 2023, en attendant que la chambre de l’instruction de la cour d’appel de Lyon à qui le dossier a été renvoyé l’examine,. Lors de l'audience, le 24 mai 2024, une « question prioritaire de constitutionnalité » est posée afin de déterminer s'il y a réellement prescription,,. Concernant le mobile du meurtre, Yves Chatain indique seulement que la voiture de Marie-Thérèse Bonfanti le gênait pour se garer.

### Découverte des ossements
Durant sa garde à vue, Yves Chatain donne des indications sur le lieu où le corps de Marie-Thérèse Bonfanti se trouve. Le 26 octobre 2022, un crâne est retrouvé ainsi qu'un bouton pression et un bout de tissu. Les expertises ADN effectuées démontrent bien qu'il s'agit du crâne de Marie-Thérèse Bonfanti.

### Réouverture de l'enquête sur la disparition de Marie-Ange Billoud
Le 24 mai 2022, dans la foulée des aveux d'Yves Chatain, le procureur de la République de Grenoble annonce la réouverture de l’enquête dans l’affaire de la disparition de Marie-Ange Billoud ainsi que la recherche du dossier judiciaire concernant le meurtre de Liliane Chevènement. 

### Autres disparitions non élucidées
De nombreuses zones d'ombre planent sur le suspect, étant donné le nombre conséquent de disparitions non élucidées à Pontcharra, mais également dans les alentours de jeunes femmes faisant notamment du stop,,,. La profession du suspect, chauffeur-routier, pourrait correspondre avec les enquêtes de police et de gendarmerie.